# Чемпионат Европы по академической гребле 1955 (женщины)

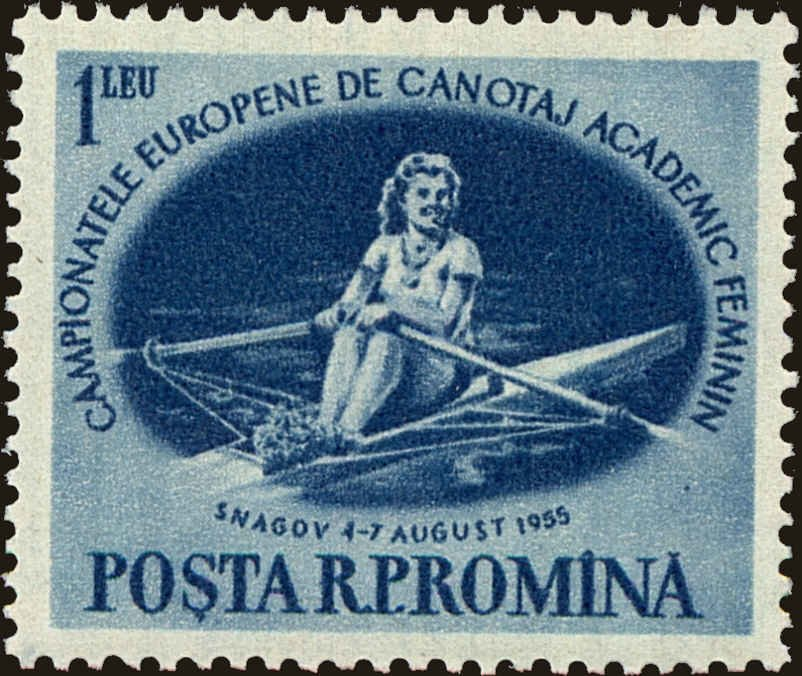
Марка, выпущенная в память о чемпионате

Чемпионат Европы по академической гребле 1955 года среди женщин прошёл с 4 по 7 августа на озере Снагов близ Бухареста (Румыния). В нём приняли участие спортсменки из 10 стран, которые разыграли награды в 5 дисциплинах на дистанции 1000 метров. Чемпионат Европы среди мужчин был проведён в 1955 году в конце августа в бельгийском Генте.

## Медалисты
| Дисциплина                        | Золото | Золото | Серебро | Серебро | Бронза | Бронза |
| Одиночки W1x                      | СССР · Роза Чумакова | 3:40,1 | Австрия · Ева Сика | 3:40,9  | Венгрия · Корнелия Папп | 3:44,6 |
| Двойки парные W2x                 | СССР · Нина Опаленко · Екатерина Землянская | 3:48,4 | Румыния · Элисабета Дьёрдь · Эдит Шварц | 3:51,0  | Чехословакия · Светла Бартакова · Гана Мусилова | 3:53,4 |
| Четвёрки парные с рулевыми W4x+   | СССР · Евгения Черпакова · Лидия Зонтова · Галина Копылова · Любовь Данилова · Виктория Добродеева (р)                                                                         | 3:34,5 | Румыния · Стела Станчу · Флорика Брутяну · Мария Маймон · Мария Лауб · Штефания Гурэу (р)                                                                     | 3:42,6  | Венгрия · Андрашне Шойом · Иштванне Гранек · Йожефне Раско · Ида Ородан · Илона Скотницки (р)                                                                     | 3:43,5 |
| Четвёрки распашные с рулевыми W4+ | СССР · Олимпиада Михайлова · Галина Путырская · Людмила Блажко · Наталья Морозова · Вера Савримович (р)                                                                        | 3:39,5 | Румыния · Этелка Лауб · Эльза Оксенфельд · Екатерина Эрдош · Элисабета Кормош · Штефания Гурэу (р)                                                            | 3:47,5  | Чехословакия · Анна Явуркова · Ева Йиндрова · Марта Брожова · Юлия Суха · Белуше Колухова (р)                                                                     | 3:48,2 |
| Восьмёрки W8+                     | СССР · Людмила Матвеева · Вера Таранда · Александра Афонькина · Вера Михайлова · Нина Коробкова · Зинаида Коротова · Зинаида Трофимова · Тамара Столярова · Мария Фомичёва (р) | 3:17,8 | Румыния · Фелича Урзичану · Марта Кардош · Соня Булуджою · Рита Шоб · Юлиана Тогэнел · Гизела Росташ · Эмилия Ригард · Лючия Думитреску · Анджела Кодряну (р) | 3:24,0  | Венгрия · Рожа Альберт · Енёне Саркёзи · Маргит Хорват · Имрене Кемень · Яношне Шпринцл · Яношне Сёке · Дьёзёне Лукачич · Иштванне Хамбалго · Анталне Бенедек (р) | 3:35,2 |

## Командный зачёт
| Место | Страна       | Золото | Серебро | Бронза | Всего |
| ----- | ------------ | ------ | ------- | ------ | ----- |
| 1     | СССР         | 5      | 0       | 0      | 5     |
| 2     | Румыния      | 0      | 4       | 0      | 4     |
| 3     | Австрия      | 0      | 1       | 0      | 1     |
| 4     | Венгрия      | 0      | 0       | 3      | 3     |
| 5     | Чехословакия | 0      | 0       | 2      | 2     |
| Всего | Всего        | 5      | 5       | 5      | 15    |

 Страна — хозяйка соревнований